# Storm Warning (Beverly Hills, 90210)
Storm Warning is de drieëntwintigste aflevering van het zevende seizoen van het tienerdrama Beverly Hills, 90210, die voor het eerst werd uitgezonden op 19 maart 1997.

## Verhaal
Als Kelly naar buiten gaat, ziet ze dat Joey weer terug is. Hij is weggelopen van het opvangtehuis en wil niet meer terug en smeekt Kelly om hem niet terug te sturen. Kelly belooft hem dat hij voorlopig mag blijven. Het blijkt dat hij is weggelopen van thuis omdat zijn moeder opnieuw zwanger is van zijn stiefvader en Joey is bang dat zij hem niet meer willen. Kelly probeert hem te overtuigen dat dit niet zo hoeft te zijn en dat zij zelf ook een paar keer een stiefvader heeft gehad en dat het niet zo slecht hoeft te zijn. Kelly is achter het telefoonnummer gekomen van zijn moeder en heeft haar gebeld, ze is blij dat Joey gevonden is en wil hem komen halen. Als de ouders van Joey er zijn dan blijkt dat Joey ze toch gemist heeft en is blij dat hij terug kan naar huis.
Clare wordt moe van Steve met zijn macho gedrag en dat hij altijd seks wil. Dan verzint ze een plannetje om Steve terug te pakken. Ze doet net of ze een wetenschappelijk experiment volgt door het laten inspuiten van testosteron zodat ze wat mannelijker wordt. Op het begin vindt Steve dit wel leuk maar al vlug wordt het te erg voor hem, ze praat alleen maar over mannendingen en wil altijd seks. Dan biecht ze op dat dit een grap was en Steve snapt de hint.
Valerie en Rob krijgen steeds meer een serieuze relatie en het blijkt dat Rob liever met zijn oude werk bezig is namelijk houtbewerker. Rob vraagt Valerie of zij een nieuwe script wil doorlezen en dan zeggen of zij denkt dat het iets voor hem is. Ze zitten samen met zijn manager en die vraagt Rob wat hij van het script vindt, Rob laat Valerie antwoorden en zij zegt dat het niets voor Rob is. Dit staat de manager niet aan en probeert Rob te overtuigen, maar hij luistert naar Valerie. De manager gaat langs Valerie in de club en biedt haar $ 10.000, - als zij Rob overtuigt om toch mee te doen, ze accepteert het aanbod.
David gaat langs Dr. Martin om over Felice te praten, hoe het beste kan aanpakken om haar voor zich te winnen. Op het moment dat Dr. Martin wil antwoorden valt hij op de grond. David in paniek roept voor hulp en de zuster komt hem helpen. Later in het ziekenhuis komt Donna er ook bij en is helemaal overstuur. Hij blijkt een beroerte gehad te hebben en is nu buiten bewustzijn. David voegt zich bij Donna en zij is verbaasd hem daar te zien. Als zij hoort dat David bij haar vader was toen het gebeurde wordt zij boos op hem omdat zij nu denkt dat hij haar vader overstuur heeft gemaakt. David legt uit wat er precies is gebeurd en nu is zij gerustgesteld en valt in zijn armen. Later komt haar vader bij en het blijkt dat hij nog niet helemaal hersteld is.
Brandon heeft twee tickets gekregen van zijn ouders om hen op te zoeken in Hongkong. Hij twijfelt of hij nu Tracy mee moet vragen, Valerie verspreekt zich tegen Tracy die nu weet dat Brandon twee tickets heeft en is boos op Brandon omdat hij haar nog niet meegevraagd heeft. Brandon denkt er lang over en besluit dat het toch het beste is om Tracy mee te vragen.

## Rolverdeling
- Jason Priestley - Brandon Walsh
- Jennie Garth - Kelly Taylor
- Ian Ziering - Steve Sanders
- Brian Austin Green - David Silver
- Tori Spelling - Donna Martin
- Tiffani Thiessen - Valerie Malone
- Joe E. Tata - Nat Bussichio
- Kathleen Robertson - Clare Arnold
- Michael Durrell - Dr. John Martin
- Jill Novick - Tracy Gaylian
- Jason Lewis - Rob Andrews
- Sam Saletta - Joey Evers